# Geonemertes pelaensis
Geonemertes pelaensis is een snoerwormensoort. De wetenschappelijke naam van de soort is voor het eerst geldig gepubliceerd in 1863 door Semper.